# Thomas Hofeller
Thomas Brooks Hofeller (* 14. April 1943 in San Diego; † 16. August 2018 in Raleigh (North Carolina)) war ein US-amerikanischer republikanischer Politikberater und -stratege.

## Frühes Leben und Bildung
Hofeller studierte Politik am Claremont McKenna College und promovierte an der Claremont Graduate School (jetzt: Claremont Graduate University). Während des Vietnamkrieges war er vier Jahre auf einem Zerstörer im Golf von Tonkin stationiert.

## Tätigkeiten und Rezeption
Nachdem er bei der Analyse der amerikanischen Wahlen und Wählerstruktur festgestellt hatte, dass die Republikaner nur geringe Chancen hatten, zukünftig noch Mehrheiten bei Wahlen zu gewinnen, entwickelte er mit der „Operation REDMAP“ („The Redistricting Majority Project“; auch zu verstehen als „red map“, also „rote [= republikanische] Landkarte“) ein Programm und eine Strategie, womit die Wahlkreise auf die Wählerstruktur der Republikanischen Partei zugeschnitten wurden, und zwar durch – hier illegales – Gerrymandering, so dass sie mit größter Wahrscheinlichkeit die meisten kommenden Wahlen gewinnen würden. David Daley vom New Yorker bezeichnete Hofeller als „den Meister des modernen Gerrymanders“, die New York Times nannte ihn den „Michelangelo of gerrymandering“. Laut NYT trug Hofellers „Beherrschung der Strategie der Neueinteilung von Wahlbezirken dazu bei, die Republikanische Partei vom Außenseiter zur dominierenden Kraft in den Gesetzgebungen der Bundesstaaten und im Repräsentantenhaus der Vereinigten Staaten zu machen“.

## Trivia
Seine Tochter Stephanie Hofeller entdeckte in seinem Nachlass unter anderem die sogenannten Hofeller Files (Hofeller-Dateien). Weil sie diese entgegen der Intention ihres Vaters als „undemokratisch“ empfand, veröffentlichte sie sie – gegen den juristischen Widerstand der Republikaner – im Internet.